# Östra Ingelstads distrikt
Östra Ingelstads distrikt är ett distrikt i Tomelilla kommun och Skåne län. 
Distriktet ligger öster om Tomelilla. 

## Tidigare administrativ tillhörighet
Distriktet inrättades 2016 och utgörs av en del av det område Tomelilla köping omfattade till 1971, delen som före 1969 utgjorde Östra Ingelstads socken. 
Området motsvarar den omfattning Östra Ingelstads församling hade 1999/2000.